# Kaleb Tarczewski
Pour les articles homonymes, voir Kaleb.
Kaleb Tarczewski, né le 26 février 1993 à Claremont, New Hampshire, est un joueur américain de basket-ball. Il évolue au poste de pivot.

## Biographie

### Carrière universitaire
Il passe ses quatre années universitaires à l'université Texas A&M où il joue pour les Wildcats entre 2012 et 2016.

### Carrière professionnelle
Le 23 juin 2016, lors de la draft 2016 de la NBA, automatiquement éligible, il n'est pas sélectionné. En juillet, il participe aux NBA Summer League 2016 de Las Vegas avec les Wizards de Washington et d'Orlando avec les Pistons de Détroit.
Le 23 septembre 2016, il signe un contrat non garanti avec le Thunder d'Oklahoma City pour participer au camp d'entraînement et tenter de faire partie des quinze joueurs retenus au début de la saison NBA 2016-2017.
En mars 2017, Tarczewski rejoint l'Olimpia Milan. Il s'impose comme le titulaire au poste de pivot devant Artūras Gudaitis. En mai 2020, il signe un nouveau contrat de trois ans avec Milan.

## Statistiques

### Universitaires
Les statistiques en matchs universitaires de Kaleb Tarczewski sont les suivantes :
| Saison    | Équipe  | Matchs | Titul. | Min./m | % Tir | % 3pts | % LF | Rbds/m. | Pass/m. | Int/m. | Ctr/m. | Pts/m. |
| --------- | ------- | ------ | ------ | ------ | ----- | ------ | ---- | ------- | ------- | ------ | ------ | ------ |
| 2012-2013 | Arizona | 35     | 35     | 22,0   | 53,8  | 0,0    | 63,3 | 6,06    | 0,40    | 0,29   | 0,66   | 6,57   |
| 2013-2014 | Arizona | 36     | 35     | 28,3   | 58,7  | 0,0    | 75,6 | 6,22    | 0,53    | 0,14   | 1,00   | 9,94   |
| 2014-2015 | Arizona | 38     | 37     | 26,0   | 57,2  | 0,0    | 69,9 | 5,24    | 0,34    | 0,45   | 0,58   | 9,29   |
| 2015-2016 | Arizona | 26     | 24     | 27,4   | 53,3  | 0,0    | 71,2 | 9,31    | 0,65    | 0,27   | 1,38   | 9,38   |
| Total     |         | 135    | 131    | 25,8   | 56,2  | 0,0    | 70,4 | 6,50    | 0,47    | 0,29   | 0,87   | 8,78   |

## Palmarès
- Second-team All-Pac-12 (2016)
- First-team Parade All-American (2012)
- Vainqueur de la coupe d'Italie 2021 et 2022